# Kasai, Hyōgo
Kasai (japanska: 加西市?, Kasai-shi) är en stad i Hyōgo prefektur i Japan. Staden fick stadsrättigheter 1967.